# Projekt Eldest Son

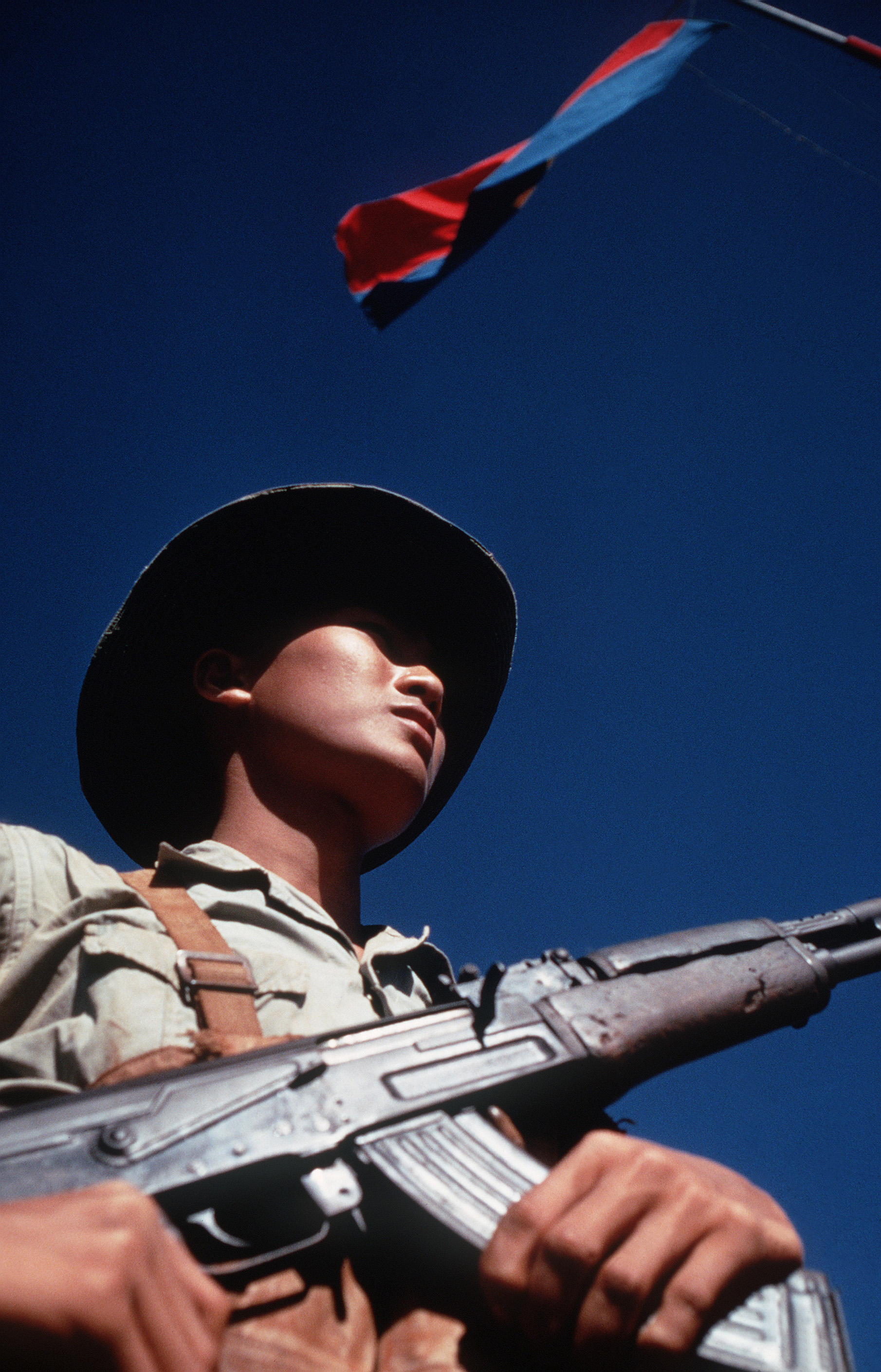
Partyzant Vietcongu uzbrojony w karabinek AK

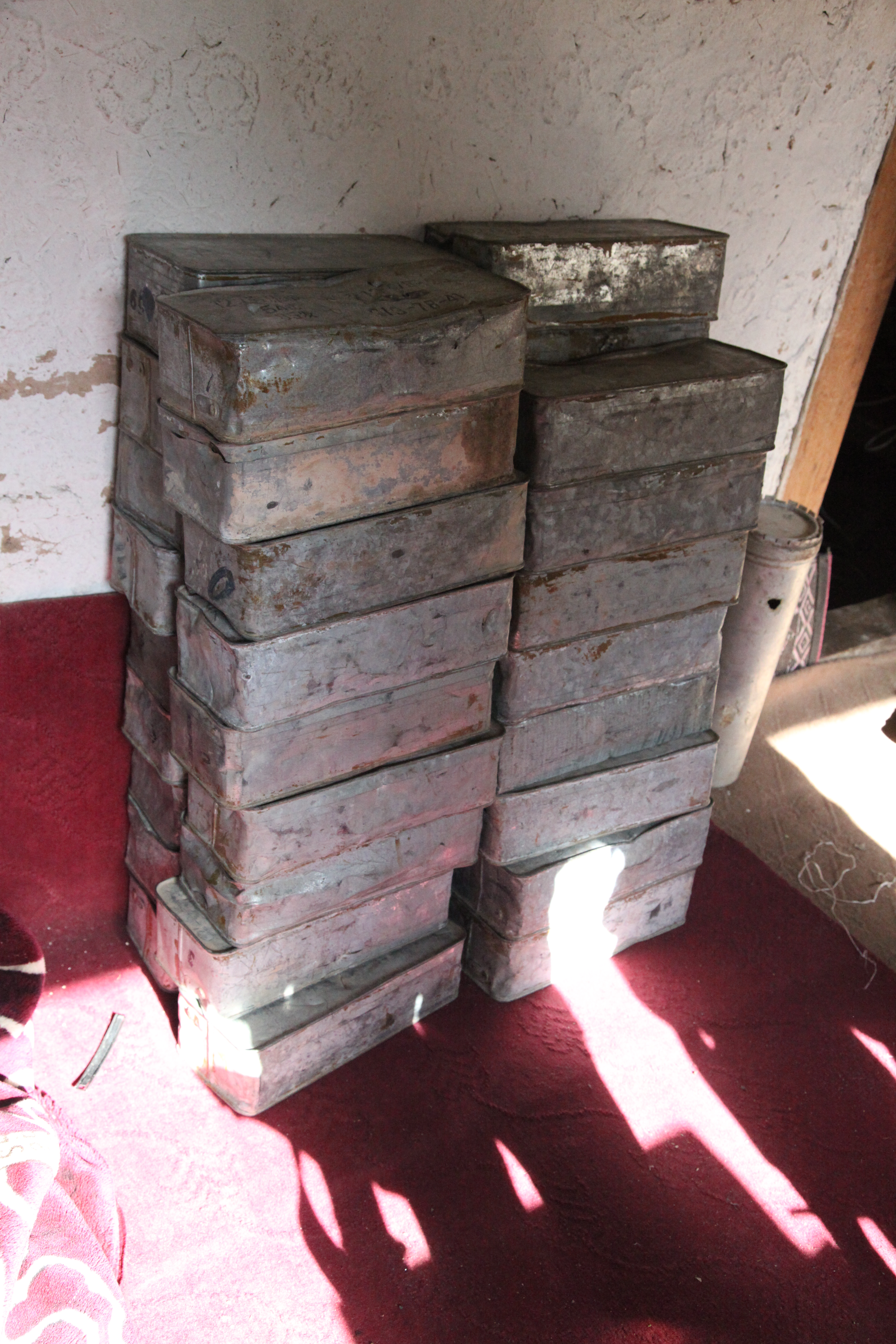
W magazynku lub skrzynce z dobrą amunicją umieszczano pojedynczy sabotowany nabój lub łuskę, aby uniknąć ujawnienia przyczyny eksplozji

Projekt Eldest Son (znany również jako Italian Green lub Pole Bean) – program tajnych operacji prowadzonych przez amerykańskie Dowództwo Wsparcia Militarnego, Wietnam – Grupę Studyjno-Obserwacyjną (MACV-SOG) podczas wojny wietnamskiej. Projekt koncentrował się na umieszczaniu eksplodujących nabojów w zaopatrzeniu używanym przez komunistyczne siły bojowe w Azji Południowo-Wschodniej. Technicy ze Stanów Zjednoczonych zmontowali 11 565 nabojów 7,62 × 39 mm do karabinka AK, 556 nabojów do ciężkiego karabinu maszynowego 12,7 × 108 mm i 1968 pocisków moździerzowych 82 mm Typ 67 w celu zdetonowania w broni podczas próby strzału. Projekt jest przykładem niekonwencjonalnej wojny, a misje wykonane w jego ramach zostały pomyślnie zrealizowane w Wietnamie, Kambodży i Laosie.

## Historia
Sabotaż amunicji do broni strzeleckiej był wcześniej stosowany przez Wielką Brytanię przeciwko zbuntowanym plemionom podczas drugiej wojny z Matabele (1896–1897) i kampanii w Waziristanie (1936–1939). W obu przypadkach sabotaż amunicji był skuteczny, ponieważ członkowie plemienia byli w dużym stopniu uzależnieni od zdobycznej amunicji, a nie od uprzemysłowionego łańcucha dostaw nowo wyprodukowanej amunicji. Pułkownik John K. Singlaub, weteran II wojny światowej z Biura Służb Strategicznych (OSS), zasugerował podobne metody, gdy dowodził MACV-SOG w latach 1966–1968.

## Metody
Przechwycona amunicja była przez Amerykanów częściowo demontowana i ponownie składana z podstawionymi elementami. Naboje do karabinka i karabinu maszynowego zawierające proch bezdymny, zastępowano materiałem wybuchowym o podobnym wyglądzie, który generował ciśnienie około pięciokrotnie większe niż w broni palnej. Mechanizm ryglowy i fragmenty eksplodującej komory zamkowej karabinka AK były zwykle wyrzucane do tyłu, w głowę osoby strzelającej. Imitacje zapalnika były umieszczane w pociskach moździerza, aby go zdetonować, w momencie wystrzelenia z moździerza. Eksplozje karabinów maszynowych i moździerzy strzelających zespołowo często zabijały lub raniły każdego, kto znajdował się w pobliżu eksplodującej broni.
Pojedynczy sabotowany nabój lub łuska były następnie umieszczane w magazynku lub skrzynce z dobrą amunicją, aby uniknąć ujawnienia przyczyny eksplozji. Te sabotowane pojemniki z amunicją były przewożone przez patrole MACV-SOG i pozostawiane po odkryciu zapasów amunicji partyzanckiej. Utworzono kilka skrytek przygotowanych w ten sposób, że wyglądały tak jakby żołnierze przewożący lub przechowujący amunicję zostali zabici.

## Cele
Celem projektu było skłonienie wroga do zakwestionowania bezpieczeństwa ich amunicji. Fizyczne uszkodzenia i obrażenia obserwowane przez siły komunistyczne zostały spotęgowane przez sfałszowane dokumenty, aby wzbudzić nieufność między wojskami wietnamskimi a chińskimi dostawcami. Jeden udający dokument Vietcongu potwierdził pogłoski o eksplodującej amunicji, ale przedstawił je jako wyolbrzymienie znikomo występującego problemu. Inny dokument przyznał się do kilku tysięcy problemów wynikających ze słabej chińskiej kontroli jakości, ale szacuje, że przyszłe ryzyko będzie mniejsze. Oficjalne dokumenty przekazane siłom amerykańskim z założeniem, że dostaną się w ręce komunistów, zalecały żołnierzom, aby nie używali przechwyconych karabinków AK, ponieważ wadliwa metalurgia powodowała ich eksplozję po wystrzale.

## Zakończenie
Niektóre szczegóły projektu zostały ujawnione w amerykańskich publikacjach informacyjnych w 1969 roku, kiedy umieszczono mniej niż połowę sabotowanych pocisków. Projekt został przemianowany na „Italian Green”, a następnie „Pole Bean” i zainicjowano program przyspieszonego sabotażu, aby wykorzystać jak najwięcej przed wygaśnięciem uprawnień do programu. Warunki te pozwoliły siłom komunistycznym ustalić prawdziwą przyczynę awarii ich broni, ale wzbudziły wątpliwości co do bezpieczeństwa dostaw amunicji na obszarach bojowych.